# Državna cesta D25
Die Državna cesta D25 (kroatisch für ,Nationalstraße D25‘) ist eine Nationalstraße in Kroatien. Die Straße zweigt in Korenica von der Državna cesta D1 ab und führt in südwestlicher Richtung über den Pass Ljubovo (980 m) und die Autocesta A1 nach Lički Osik im Ličko Polje, wo sie auf die Državna cesta D50 trifft und mit dieser gemeinsam über 8 km bis nach Gospić verläuft. Dort trennt sie sich wieder von der D50 und führt durch das Velebit-Gebirge über den Pass Oštarijska vrata (928 m) zur Küste des Adriatischen Meers hinab nach Karlobag, wo sie auf die Državna cesta D8 (Jadranska Magistrala) trifft und an dieser endet.
Die Länge der Straße beläuft sich auf 83,6 km.

## Geschichte
Die Straße von Gospić nach Karlobag wurde zwischen 1844 und 1850 erbaut. Daran erinnert ein würfelförmiger Stein in Karlobag.